# Pickles
Pour les articles homonymes, voir Pickle.
Ne doit pas être confondu avec le chien Pickles.
 (mars 2021).
Si vous disposez d'ouvrages ou d'articles de référence ou si vous connaissez des sites web de qualité traitant du thème abordé ici, merci de compléter l'article en donnant les références utiles à sa vérifiabilité et en les liant à la section « Notes et références ».
Les pickles sont des conserves au vinaigre ou lactofermentés en saumure et servant de condiment, notamment dans les pays d’Europe de l'Est, au Royaume-Uni et dans le monde indien. Les aliments ainsi traités peuvent être des légumes, des fruits, mais également des viandes, du poisson, des produits laitiers et des œufs. Quand les légumes sont mélangés dans une même préparation, on parle de « variantes de légumes » au vinaigre, ou de « légumes quatre saisons ».

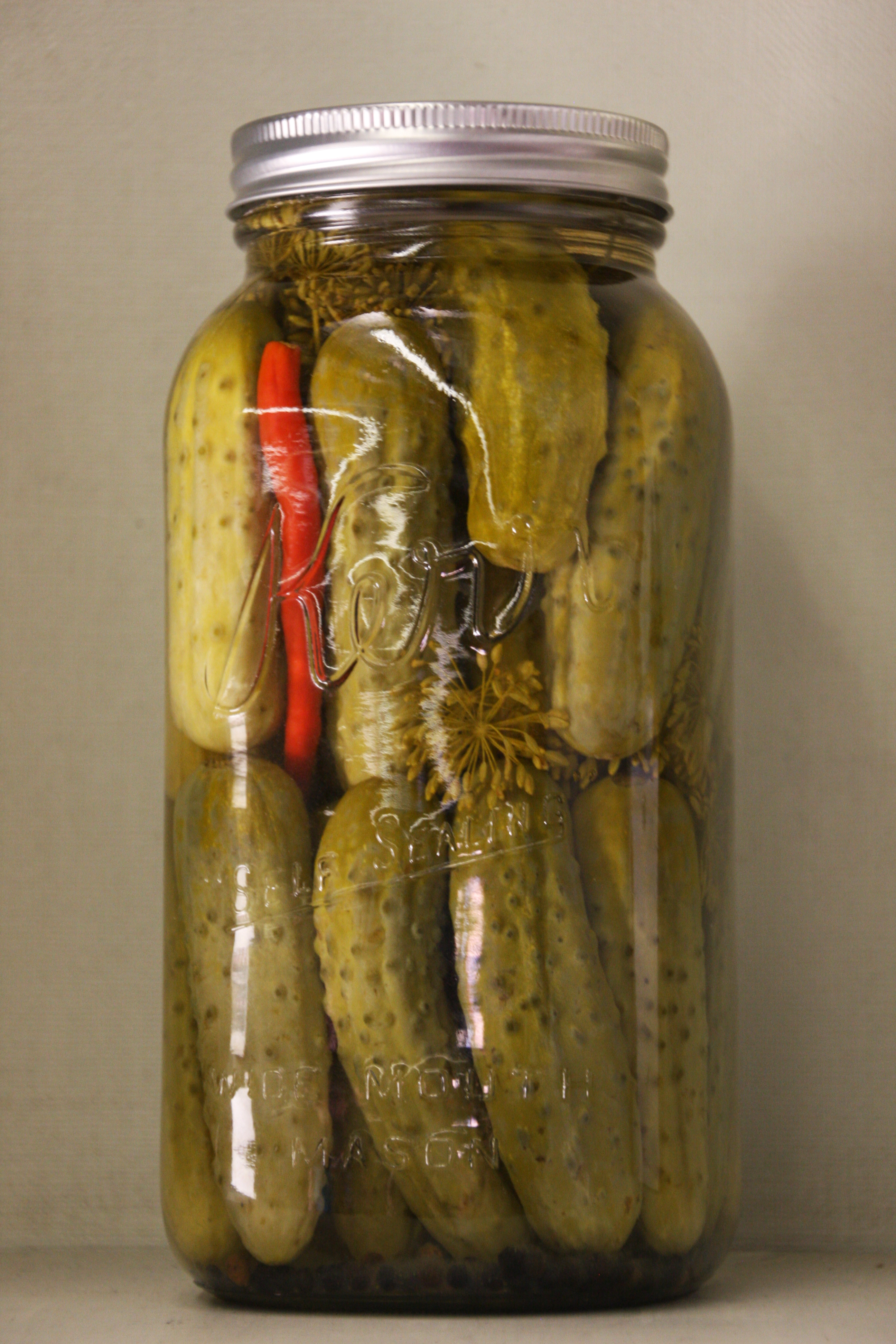
Pickles de cornichon.

## Description

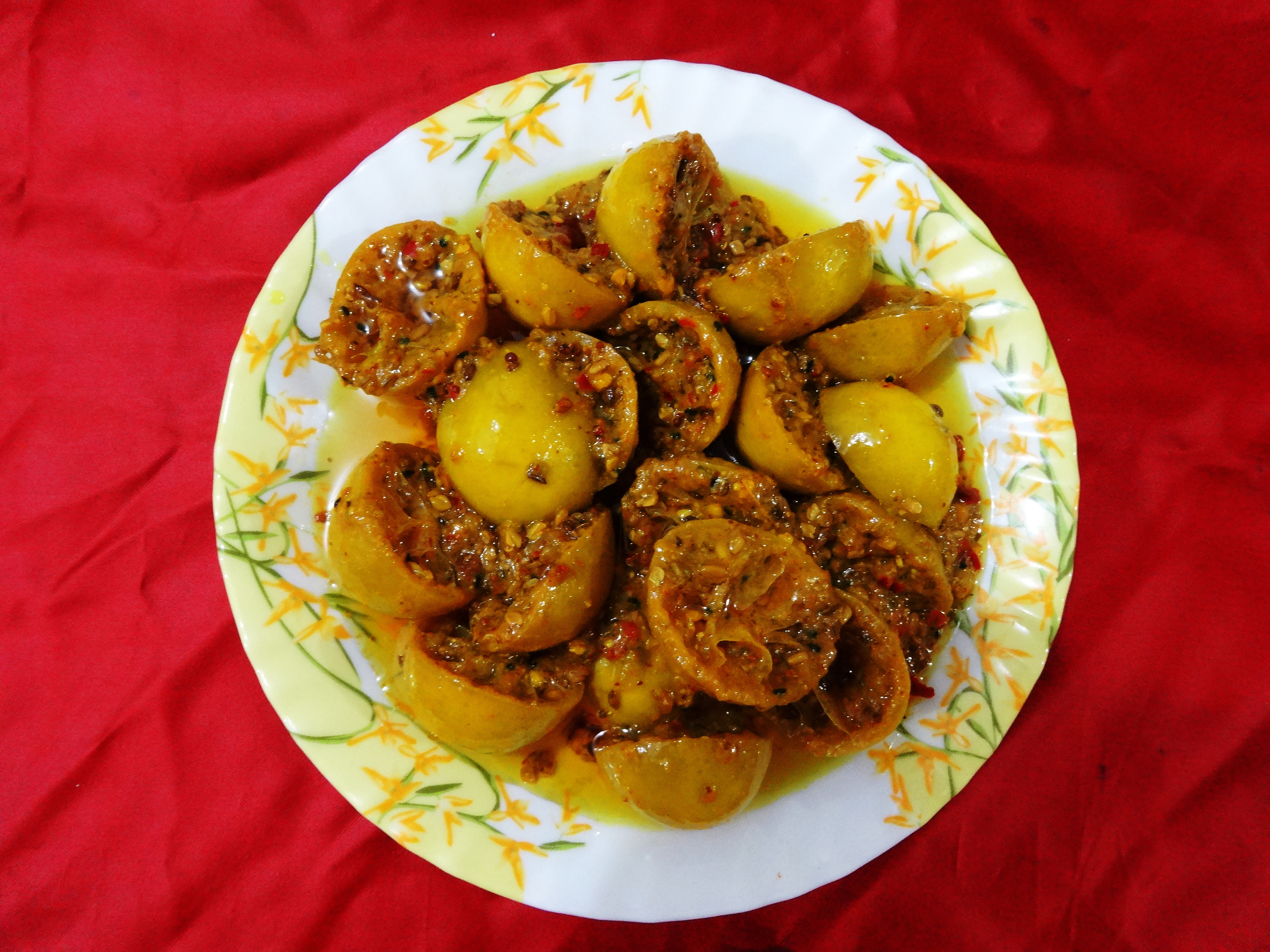
Pickles de citron.

Les pickles utilisent un processus de conservation des aliments, par fermentation anaérobie dans de la saumure, ou par immersion dans du vinaigre. En Asie de l'Est, on utilise également une marinade dans de la vinaigrette (huile végétale et vinaigre) comme moyen de conservation. Des herbes et épices antimicrobiennes, telles que des graines de moutarde, de l'ail, de la cannelle ou des clous de girofle, sont souvent ajoutées.
La procédure affecte généralement la texture, le goût et la saveur de l'aliment. Une caractéristique du traitement est un pH de 4,6 ou moins, qui est suffisant pour tuer la plupart des bactéries. Cette acidité permet une meilleure assimilation du fer et des protéines consommées lors du repas. Le procédé permet de conserver les aliments périssables pendant des mois.
Les pickles peuvent être des cornichons, mais aussi des oignons grelots, du céleri-branche, des poivrons et piments, des carottes, des navets, du maïs, des champignons, des tomates, du concombre et du chou-fleur ; mélangés, ils sont commercialisés sous le nom de variantes. Les principales épices ajoutées sont les clous de girofle, le poivre, le gingembre, la moutarde et le curcuma. Les pickles aux fruits peuvent aussi contenir de la mangue, du citron vert, etc. Une grande variété de fruits et légumes peuvent être ainsi conservés.
Il s'agit aussi de produits belges à base de picalili (sauce, frites).
Les tsukemono japonais sont également parfois appelés pickles.

## Conservation au vinaigre
Cette technique de conservation des aliments consiste essentiellement à utiliser du vinaigre comme agent conservateur. Les fruits ou légumes à conserver sont placés dans un pot stérilisé avec de la saumure, du vinaigre ou les deux, ainsi que des épices, puis on les laisse mûrir jusqu'à ce que le goût souhaité soit obtenu. Le procédé se limite à imprégner les aliments de vinaigre acide et n'implique normalement pas de fermentation.
Les éléments sont conservés dans un mélange à 75 % de vinaigre complété d'eau, et une cuillerée de sel et de sucre par litre. Les pots de conservation doivent être stérilisés ; le liquide de conservation est porté à ébullition et versé sur les aliments.
Les aliments peuvent être préalablement trempés dans de la saumure avant d'être transférés dans du vinaigre. Cela réduit la teneur en eau des aliments, ce qui diluerait autrement le vinaigre. Cette méthode est particulièrement utile pour les fruits et légumes à haute teneur naturelle en eau.

## Conservation lacto-fermentée
Dans le marinage traditionnel, les fruits ou légumes sont immergés dans de la saumure (20 à 40 grammes / L de sel) ou déchiquetés et salés comme dans la préparation de choucroute et maintenus sous l'eau par des pierres plates pour imposer une fermentation anaérobie. Un couvercle étanche peut être utilisé si le couvercle est capable d'évacuer la pression qui peut résulter de l'accumulation de dioxyde de carbone. Une pellicule bactérienne peut se former à la surface, elle est généralement inoffensive mais peut donner un mauvais goût ; elle peut être éliminée sans affecter le processus.
La fermentation naturelle à température ambiante, par des bactéries lactiques, produit l'acidité requise. Dans ce cas, le procédé (qui implique une fermentation) ne nécessite pas que les aliments soient complètement stériles avant d'être scellés.
C'est l'acidité ou la salinité de la solution, la température de fermentation et l'exclusion de l'oxygène qui déterminent quels micro-organismes dominent et déterminent la saveur du produit final. Lorsque la concentration en sel et la température sont faibles, Leuconostoc mesenteroides domine, produisant un mélange d'acides, d'alcool et de composés aromatiques. À des températures plus élevées, Lactobacillus plantarum domine, ce qui produit principalement de l'acide lactique. De nombreux cornichons commencent par Leuconostoc et changent en Lactobacillus avec une acidité plus élevée.
Si les aliments contiennent suffisamment d'humidité, une saumure peut être produite simplement en ajoutant du sel sec. Par exemple, la choucroute et le kimchi coréen sont produits en salant les légumes pour extraire l'excès d'eau (10 g de sel par kilo de chou). Le sel fait dégorger le chou, créant ainsi sa propre saumure.
La conservation lactofermentée, à l’aide notamment de Lactobacillus delbrueckii, Lactobacillus bulgaricus et toutes les bactéries lactiques permet la production de vitamines B9 ou folates. Comme les vitamines B12, les folates ne peuvent être synthétisés par l’organisme, il faudra donc un apport exogène que l’on trouve principalement dans la viande. Les légumes fermentés sont donc une alternative très intéressante pour éviter les carences des personnes ne mangeant pas de viande.
Ils sont très importants car ils interviennent dans la réplication de l’ADN, la biosynthèse des nucléotides et le métabolisme des acides aminés. Un apport insuffisant augmentera le risque de maladies cardio-vasculaires et de développer la maladie d’Alzheimer.

## Risques potentiels pour la santé
L'Organisation mondiale de la santé a répertorié les légumes marinés comme un carcinogène possible, et le British Journal of Cancer a publié en ligne en 2009 une méta-analyse des recherches sur les pickles augmentant les risques de cancer de l'œsophage. Le rapport, citant des données limitées dans une méta-analyse statistique, indique un risque potentiel accru de cancer de l'œsophage associé à la consommation de légumes marinés asiatiques. Les résultats de la recherche sont décrits comme présentant une "grande hétérogénéité" et l'étude a déclaré que d'autres études étaient nécessaires. Cependant, leurs résultats indiquaient que "la majorité des analyses de sous-groupes montrent une association statistiquement significative entre la consommation de légumes marinés et le carcinome épidermoïde de l'œsophage".
La méta-analyse de 2009 a rapporté la présence de champignons dans des légumes marinés. Certains champignons courants peuvent faciliter la formation de composés nitrosés, qui sont de puissants cancérigènes de l'œsophage dans plusieurs modèles animaux. La cancérogénicité de mycotoxines fumonisines est démontrée dans le cas des tumeurs du foie et des reins chez les rongeurs.
Une étude de 2017 dans le Chinese Journal of Cancer a lié les légumes salés (pickled mustard green (zh), moutarde marinée courante dans la cuisine chinoise) à une augmentation de quatre fois du cancer du nasopharynx. Les chercheurs estiment que les mécanismes possibles incluent la production de nitrosamines (un type de composés nitrosés) par fermentation et l'activation du virus Epstein-Barr par les produits de fermentation,.

### Réduction des risques
La réduction des agents cancérigènes dans les conserves au vinaigre ou lacto-fermentées fait l'objet de recherches actives. Certains champignons permettent d'éviter le pourrissement et de réduire les mycotoxines. Certaines conserves contiennent des bactéries produisant des antifongiques naturels. La formation de nitrites, responsables de l'apparition de composés nitrosés, est entravée par un pH bas et/ou une température élevée. L'utilisation d'enzyme de Cèpe (ou du champignon entier) permet également de réduire la teneur en nitrite.